# Fast Fightin'
Pour plus de détails, voir Fiche technique et Distribution.
Fast Fightin' est un film américain réalisé par Richard Thorpe, sorti en 1925.

## Synopsis
Le Cow-boy travaille dans le ranch qui appartient à la Jeune Femme. Le frère de celle-ci, aux mains de l'Homme, un escroc, tente de voler l'argent de la Jeune Femme. Le Cow-boy fait échouer ce vol, capture l'Homme et gagne le cœur de la Jeune Femme.

## Fiche technique
- Titre original : Fast Fightin'
- Réalisation : Richard Thorpe
- Scénario d'après une histoire d'A. E. Serrao
- Photographie : Ray Ries
- Production : Lester F. Scott Jr.
- Société de production : Approved Pictures
- Société de distribution : Weiss Brothers Artclass Pictures
- Pays de production :  États-Unis
- Langue originale : anglais
- Format : noir et blanc — 35 mm — 1,37:1 — Film muet
- Genre : Western
- Durée : 5 bobines - 1 463 m
- Date de sortie :
  - États-Unis : 15 février 1925

## Distribution
- Buddy Roosevelt : le Cow-boy
- Nell Brantley : la Jeune Femme
- Joe Rickson : l'Homme
- Emily Barrye : l'autre femme
- James Sheridan : le frère
- Emma Tansey : la mère
- Leonard Trainor : le shérif